# Аклавик
Аклавик (англ. Aklavik) — деревня в административном регионе Инувик, Северо-Западные территории, Канада. До 1961 года была административным центром региона, где размещалось местное правительство. В переводе с инуитского диалекта инувиалуктун название деревни означает «бесплодные земли медведей гризли».

## География
Деревня расположена в дельте реки Маккензи, примерно в 55 км к западу от города Инувик.

## Население
По данным переписи 2011 года население Аклавика составляет 633 человека. По данным прошлой переписи 2006 года оно насчитывало 616 человек. 93,2 % населения составляют коренные народы Канады, из них 59,8 % — инуиты; 31,6 % — прочие индейцы и 1,7 % — метисы. Оставшиеся 6,8 % представлены некоренными народами Канады.
По данным на 2012 год 15,0 % населения были младше 9 лет; 6,7 % — от 10 до 14 лет; 18,8 % — от 15 до 24 лет; 27,5 % — от 25 до 44 лет; 19,7 % — от 45 до 59 лет и 12,3 % — 60 лет и старше. Средний возраст населения по данным переписи 2011 года составил 31,1 год, что немногим меньше, чем в среднем по Северо-Западным территориям (32,3 года) и значительно меньше, чем в среднем по Канаде (40,6 лет).
В 2010 году средний доход в деревне составлял C$30 844 (C$53 978 в среднем по Северо-Западным территориям), средний доход на семью составил C$63 028 (C$113 934 — по Северо-Западным территориям). Треть семей в деревне зарабатывали менее C$30 000.

## Транспорт
Единственным круглогодичным средством сообщения с деревней является малая авиация (аэропорт Фредди-Кармайкл). Зимой до неё можно также добраться по зимнику от Инувика, который идёт через множество рукавов дельты Маккензи. В то время, когда река вскрыта (обычно с июня по сентябрь), водный аэродром Аклавика принимает гидросамолёты.